# Laurence Juber

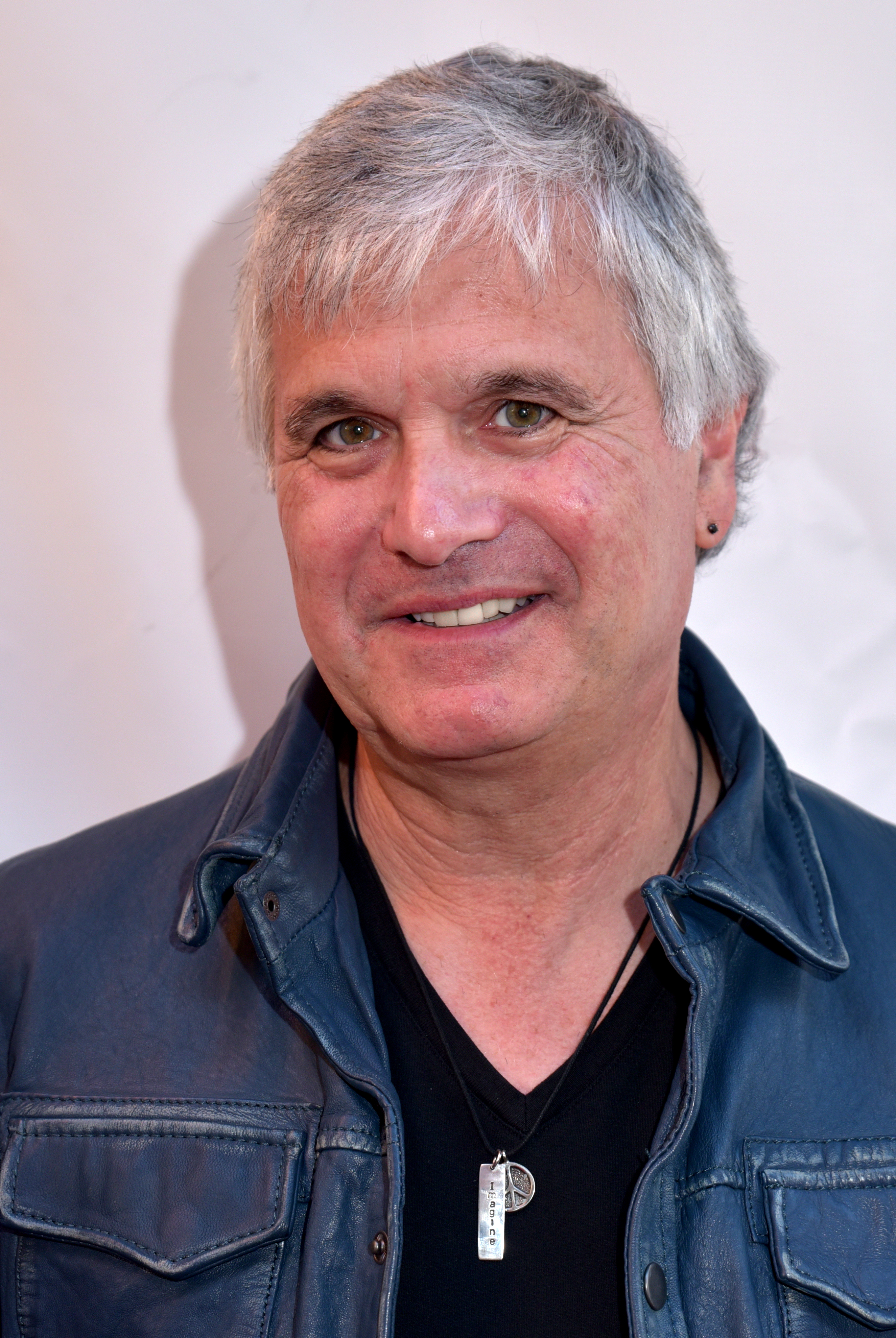
Laurence Juber, 2019

Laurence Juber (* 12. November 1952 in London, England) ist ein britischer Gitarrist.

## Leben
Bekannt wurde er durch seine Tätigkeit als Lead-Gitarrist bei Paul McCartneys Wings zwischen Juli 1978 und April 1981. Während dieser Zeit gewann er einen Grammy in der Kategorie „Best Rock Instrumental“ für Rockestra.
Er nahm unter anderem Songs mit Ringo Starr und George Harrison auf sowie mit Al Stewart und Alan Parsons. Als Studiomusiker spielte er unter anderem auf dem Soundtrack von James Bond 007 – Der Spion, der mich liebte oder Men in Black II sowie für die TV-Serien Roseanne; Beverly Hills, 90210 und Hör mal, wer da hämmert. Außerdem war er für die Filmmusik einiger Filme und Serien verantwortlich. 1988 gab er auf diesem Gebiet mit Lost World – Die letzte Kolonie seine Debüt.
Seit Anfang der 1990er hat er sich einen Namen als Fingerstyle-Gitarrist gemacht und zahlreiche Solo-Alben und mehrere Bücher mit seinen Arrangements und Kompositionen veröffentlicht.
Er ist verheiratet mit Hope Juber, das Paar hat zwei Kinder. Seine Tochter ist die Singer-Songwriterin Ilsey Juber. Mit Hope hat er das Musical It’s the Housewives geschrieben und produziert, das am 6. September 2008 im Whitefire Theater in Sherman Oaks, Kalifornien, uraufgeführt wurde.

## Sonstiges
Seit 2002 hat der US-amerikanische Gitarrenbauer C. F. Martin & Co. eine Reihe von Laurence Juber gewidmeten Signature-Modellen der Baureihe OM (Orchestra Model) herausgebracht. Außerdem stand er Pate für einen Satz Gitarrensaiten aus der „Retro“-Serie derselben Firma.

## Diskographie

### Solo
- Solo Flight (Solid Air Records, 1990)
- Naked Guitar (Acoustic Music Records, 1993)
- LJ (Solid Air Records, 1995)
- Winter Guitar (Solid Air Records, 1997)
- Mosaic (Solid Air Records, 1998)
- LJX4 (Solid Air Records, 1998)
- Altered Reality (Narada/EMI Records, 1999)
- The Collection (Solid Air Records, 2000)
- LJ Plays The Beatles (Solid Air Records, 2000)
- Different Times (Solid Air Records, 2001)
- Guitar Noir, DVD (AIX Records, 2003)
- Guitarist (Solid Air Records, 2003)
- One Wing (Solid Air Records, 2005)
- World on Six Strings (Solid Air Records, 2006)
- PCH (Solid Air Records, 2007)
- Pop Goes Guitar (Solid Air Records, 2008)
- Soul of Light (Solid Air Records, 2012)
- Under an Indigo Sky (Solid Air Records, 2013)
- Catch LJ Live! (Solid Air Records, 2013)
- Fingerboard Road (Solid Air Records, 2015)
- LJ Can’t Stop Playing The Beatles  (Hologram Records, 2017)
- Holidays & Hollynights (Hologram Records, 2016)
- The Fab 4th (Hologram Records, 2020)

### Kollaborationen (Auswahl)
- Tales of Mystery and Imagination, The Alan Parsons Project (20th Century Records, 1976)
- Back to the Egg – Wings (Parlophone/EMI, 1979)
- Starr Struck: Best of Ringo Starr, Vol. 2, Ringo Starr (Rhino, 1990)
- Between the Wars, mit Al Stewart (EMI Records, 1995)
- Groovemasters Vol. 1, mit Preston Reed (Solid Air Records, 1997)
- Liquid Amber, Beitrag zum Album Sounds of Wood & Steel (Windham Hill, 1998)